# Tambours dans la nuit (novella)
Ne doit pas être confondu avec Tambours dans la nuit.
Tambours dans la nuit est une novella écrite par Victor Dixen et publiée par les Éditions Griffe d'Encre en 2014.

## Résumé
1812. Pierre Valandrin, dix-huit ans, s'engage dans les troupes de Napoléon comme tambour. Quelques jours plus tard débute la plus ambitieuse guerre de l'Empereur : la campagne de Russie. Mais la musique de la conquête n’est pas faite que de marches victorieuses. D’où viennent les sinistres roulements de tambours qui résonnent après le crépuscule ? Qui sont les membres du régiment anonyme, unité de la Grande Armée oubliée des livres d’Histoire ?

## Connexion
Reliés par un personnage, Animale et Tambours dans la nuit renvoient l'un à l'autre. Le premier est plutôt destiné aux adolescents, le second est plus adulte, mais tous deux sont lisibles par tous publics. Les deux textes sont connectés, mais ils peuvent parfaitement se lire indépendamment.

## Contexte
Cette novella a été publiée par les éditions Griffe d’Encre en tirage limité à l'occasion du Salon des Imaginales. Victor Dixen a choisi de verser ses droits d'auteur au Bleuet de France, une œuvre caritative dédiée à l’aide aux anciens combattants et à la transmission de la mémoire entre les générations.